# Khalid Al-Ghannam
Khalid Al-Ghannam (en árabe: خالد الغنام‎; Al Kobhar, 7 de noviembre de 2000) es un futbolista saudí que juega en la demarcación de extremo para el Al-Hilal Saudi FC de la Liga Profesional Saudí.

## Selección nacional
Tras jugar con la selección de fútbol sub-20 de Arabia Saudita y la sub-23, finalmente hizo su debut con la selección absoluta el 1 de febrero de 2022 en un encuentro de clasificación para la Copa Mundial de Fútbol de 2022 contra Japón que finalizó con un resultado de 2-0 a favor del combinado japonés tras los goles de Takumi Minamino y Junya Ito.

## Clubes
| Club                       | País           | Año       | Partidos | Goles |
| -------------------------- | -------------- | --------- | -------- | ----- |
| Al Qadsiah FC              | Arabia Saudita | 2019-2020 | 16       | 1     |
| Al-Nassr FC                | Arabia Saudita | 2020-2022 | 95       | 10    |
| Al Fateh SC (cedido)       | Arabia Saudita | 2023      | 16       | 3     |
| Al-Nassr FC                | Arabia Saudita | 2023      | 15       | 0     |
| Al-Ettifaq FC              | Arabia Saudita | 2024      | 16       | 3     |
| Al-Hilal Saudi FC (cedido) | Arabia Saudita | 2024-     | 15       | 1     |